# Возбудитель (электрогенератор)

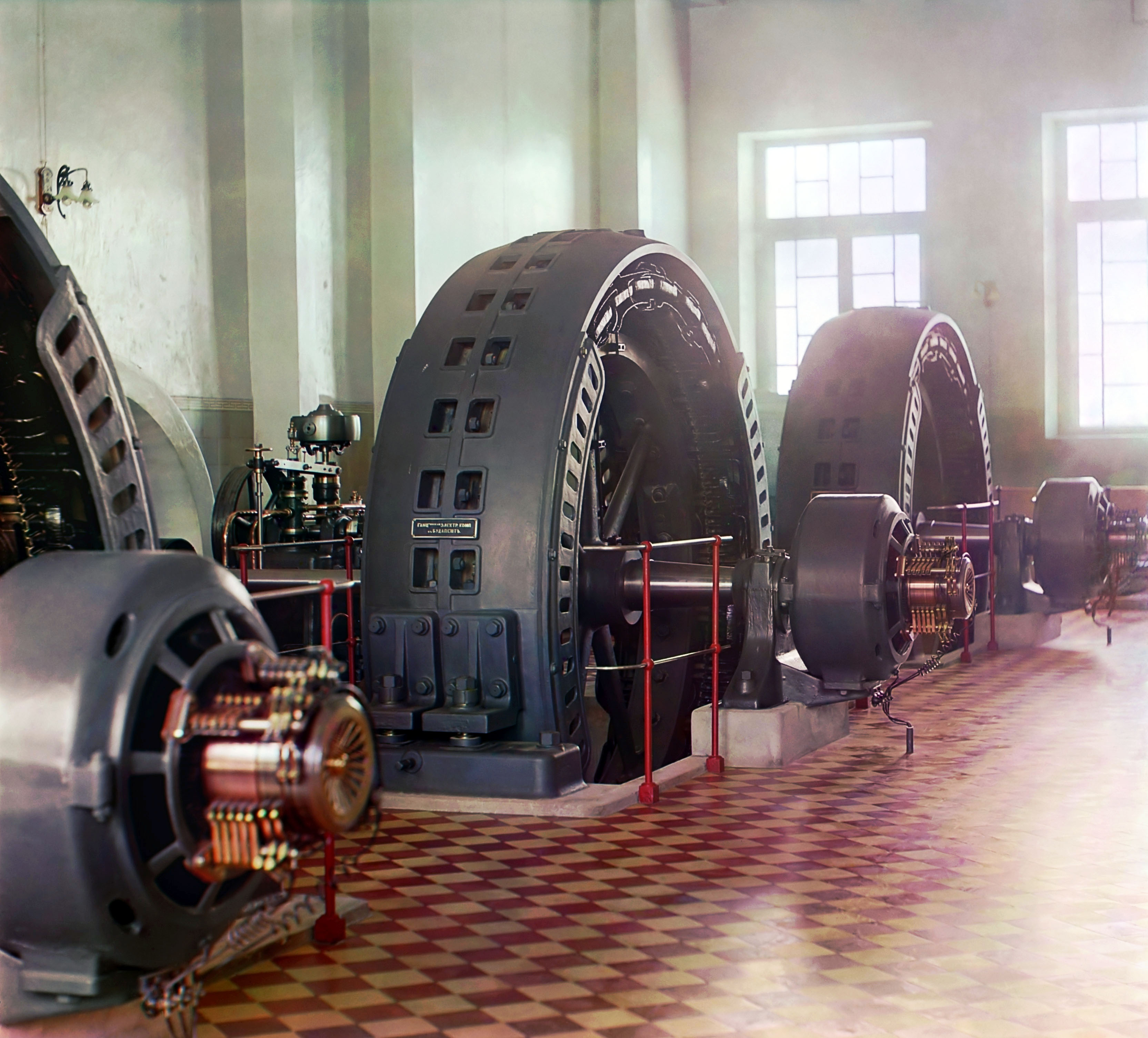
Машинный зал Гиндукушской ГЭС на реке Мургаб. Генератор переменного тока с возбудителем изготовлен в Будапеште (Венгрия).
Фотография Прокудина-Горского, 1911 год

Возбудитель — генератор постоянного тока сравнительно небольшой мощности, который питает обмотки возбуждения основного, более мощного генератора постоянного или переменного тока и обычно располагается с ним на одном валу. При использовании возбудителя основной генератор работает в режиме независимого возбуждения.

## Мощность возбудителя
Необходимая мощность возбудителя составляет от 0,3 до 5% от номинальной мощности основной машины. Первое число относится к самым мощным машинам, вторая — к машинам мощностью около 1 кВт.

## Применение
Возбудители используются с турбогенераторами и гидрогенераторами для основного или резервного возбуждения и служат для управления мощностью основного генератора — вместо непосредственной регулировки его довольно большого тока возбуждения, регулируется весьма малый ток возбуждения самого возбудителя.
Использование возбудителей с тяговыми генераторами тепловозов (в составе двухмашинного агрегата) позволяет поддерживать  мощность тягового генератора на заданном уровне при значительных изменениях его рабочего тока и напряжения.